# Vincent Callebaut
 (juin 2022).
Vincent Callebaut, né le 27 mai 1977 à Soignies, est un architecte belge qui vit et travaille à Paris depuis l'an 2000. Il conçoit et construit principalement des architectures écologiques en y intégrant les énergies renouvelables, l'agriculture urbaine et les matériaux biosourcés. C'est un architecte reconnu pour ses constructions s'inspirant du biomimétisme.

## Biographie
Né à La Louvière en Belgique, Vincent Callebaut devient étudiant à l'Institut Victor Horta (actuelle faculté d'architecture La Cambre-Horta) et obtient en 2000 son diplôme en architecture.
La bourse du programme européen Leonardo da Vinci lui permet de s’installer à Paris où il travaille pendant deux ans pour les architectes urbanistes Odile Decq et Massimiliano Fuksas[réf. souhaitée], avant de fonder son propre bureau d'études en architecture.
Sept pavillons de l'Exposition universelle de 2010 de Shanghai exposent ses projets, dont celui de la Chine et celui de l'Allemagne[source secondaire souhaitée]. Ces derniers représentent les projets Dragonfly (grande construction en forme de libellule, prévu à Manhattan) et Lilypad (villes flottantes pour réfugiés climatiques en forme de nénuphars géants).

## Architecture
Son style architectural s'inspire des imaginaires de la science-fiction, avec une forte composante organique. Il s'inscrit dans les recherches menées autour du concept d'« archibiotique », mêlant bionique et cybernétique, visant à rendre chaque habitation autonome et durable sur le plan énergétique et alimentaire.
Il collabore également avec des agences d'architecture étrangères sur des projets futuristes ayant pour thème « la cité idéale écologique de demain ». Il affirme[source secondaire souhaitée] d'ailleurs vouloir transformer « les villes en écosystèmes, les quartiers en forêts, et les édifices en arbres ».

### Réalisations et projets

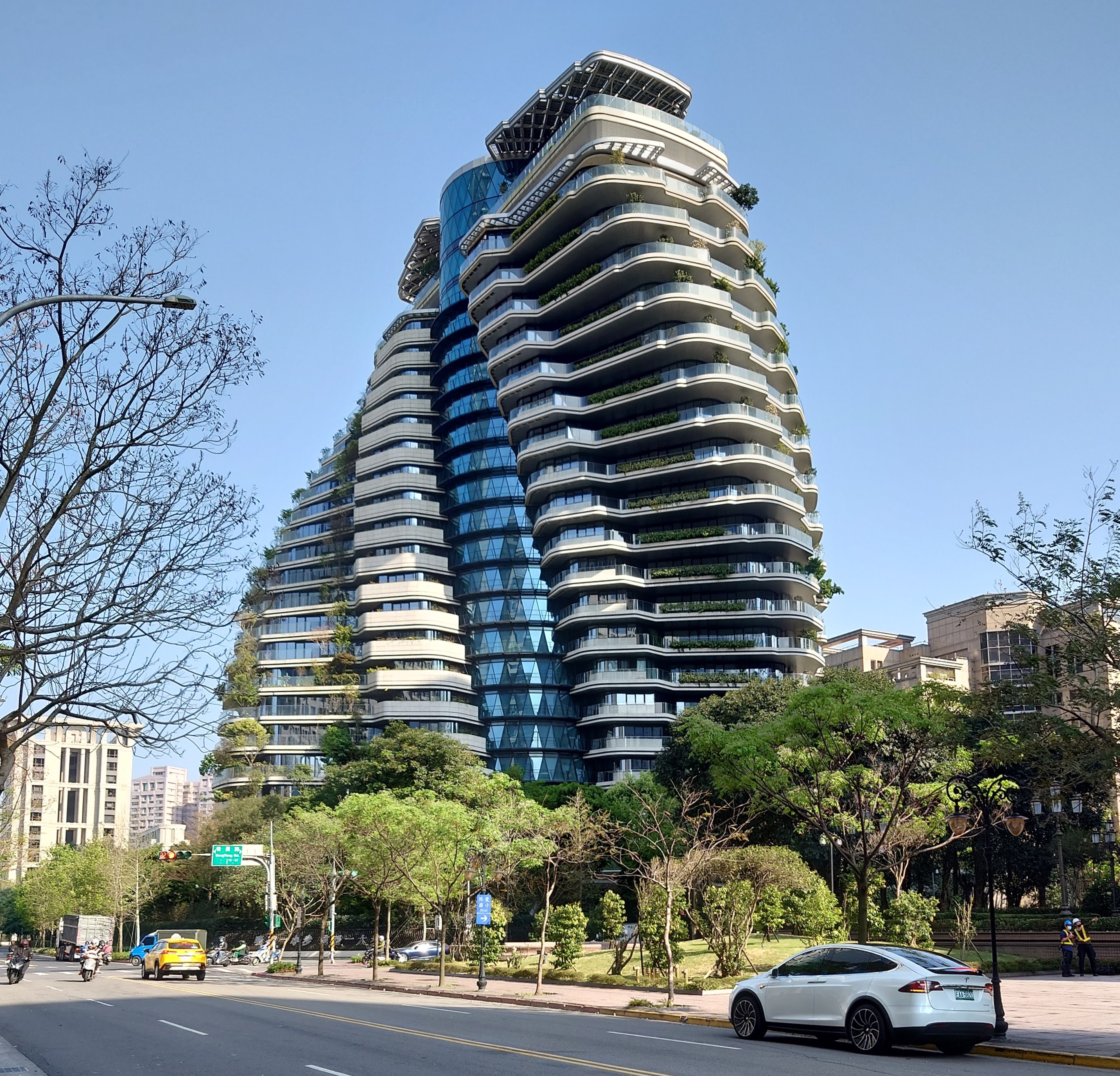
Agora Garden à Taipei en 2023.

- Agora Garden (Tao Zhu Yin Yuan (en)) à Taipei (Taïwan), immeuble végétalisé de 25 étages de 45 000 m2, en forme de double hélice de molécule d'ADN, construit entre 2012 et 2018, avec 1 500 m2 de panneau solaire.
- The Gate Heliopolis[3] : Le Caire (Égypte), en construction depuis 2015, complexe multifonctionnel de 450 000 m2 avec mélange de technologies renouvelables de pointe et de techniques ancestrales du bioclimatisme.
- Projet Lilypad (nénuphar) villes flottantes amphibies autosuffisantes en forme de nénuphars, de 50 000 habitants[4],[5],[6].
- Projet Dragonfly (libellule) de Manhattan (New York) : fermes verticales de deux tours de 132 étages, 575 m de haut, en forme d'aile de libellule en verre et acier, reliées entre elles par une grande serre bioclimatique, avec jardins potagers, 28 champs, bassins de viviculture, autosuffisant énergétiquement[7].

### Publications
- Vincent Callebaut et Arnaud Pagès, Villes 2050, 10 actions d'architectures climatiques pour un futur désirable, Paris, Eyrolles, 2024, 204 p. (ISBN-10  2416016210).
- Vincent Callebaut et Caroline Andrieu-Millagou, Paris 2050 : les cités fertiles face aux enjeux du XXIe siècle, Neuilly-sur-Seine, Michel Lafon, 2015, 191 p. (ISBN 978-2-7499-2748-0, BNF 44454643, SUDOC 190395478).

- (it) Vincent Callebaut et Emanuele Bompan, Vincent Callebaut, Milan, Hachette, coll. « I maestri dell'architettura » (no 99), 2013, 71 p. (ISSN 1974-5788, OCLC 955448028).
- (en) Vincent Callebaut architectures, Fertile cities : Vincent Callebaut architectures, Paris, Hong Kong, Design Media Publishing Limited, 2014, 361 p. (ISBN 978-988-12967-4-0, SUDOC 44454643n).

## Prix et distinctions
- 2001 : Prix Godecharle de l'Académie des beaux-arts de Vienne, meilleur espoir de l’architecture belge, pour son projet Elasticity, ville aquatique écologique autonome de 50 000 habitants.
- 2017 : Prix européen d'architecture Philippe-Rotthier
- 2019 : Prix de design allemand